# Scincella rupicola
Scincella rupicola — вид сцинкоподібних ящірок родини сцинкових (Scincidae). Мешкає в Південно-Східній Азії.

## Поширення і екологія
Scincella rufocaudata мешкають в Таїланді, Лаосі, Камбоджі і В'єтнамі. Вони живуть у вологих рівнинних тропічних лісах, на берегах струмків.